# Job 26
Job 26 es el vigesimosexto capítulo del Libro de Job en la Biblia hebrea o el Antiguo Testamento del Cristianismo . El libro es anónimo; la mayoría de los estudiosos creen que fue escrito alrededor del siglo VI a. C. Este capítulo recoge el discurso de Job, que pertenece a la sección Diálogo del libro, y comprende Job 3:1–Job 31:40.

## Comentarios previos a 26:1-31:40
En el texto tal como lo conservamos, esta sección se presenta como el discurso final de Job dentro de la controversia con sus amigos. Sin embargo, solo en los capítulos 26 y 27 aparecen fórmulas que muestran que Job se dirige a ellos (cf. 26,2-4; 27,12). El capítulo 28 funciona más bien como un himno a la sabiduría, sin conexión directa con lo anterior, mientras que los capítulos 29-31 constituyen una lamentación en forma de soliloquio. Por ello, únicamente los capítulos 26 y 27 pueden considerarse respuesta de Job en el marco de los diálogos. El resto, aunque se coloque a continuación y se atribuya a Job, no pertenecería a esa respuesta, sino que habría sido insertado por el autor como cierre literario de la sección. Deben, por tanto, leerse como unidades independientes.

## Texto
El texto original está escrito en lengua hebrea. Este capítulo se divide en 14 versículos.

### Testimonios textuales
Algunos manuscritos antiguos que contienen el texto de este capítulo en hebreo pertenecen al Texto masorético, que incluye el Códice de Alepo (siglo X) y el Codex Leningradensis (1008). Se encontraron fragmentos que contienen partes de este capítulo en hebreo entre los Rollos del Mar Muerto, incluyendo 4Q100 (4QJobb; 50–1 a. C.) con los versículos 15–17 conservados.

## Análisis
La estructura del libro es la siguiente:
- El prólogo (capítulos 1-2)
- El diálogo (capítulos 3-31)
- Los veredictos (32:1-42:6)
- El epílogo (42:7-17)

Dentro de la estructura, el capítulo 26 se agrupa en la sección Diálogo con el siguiente esquema:
- La maldición y el lamento de Job (3:1-26)
- Primera ronda (4:1-14:22)
- Segunda ronda (15:1-21:34)
- Tercera ronda (22:1-27:23)
  - Elifaz (22:1-30)
  - Job (23:1-24:25)
  - Bildad (25:1–6)
  - Job (26:1–27:23)
    - Una fuerte reprimenda a los amigos (26:1–4)
    - Alabanza al poder majestuoso de Dios (26:5–14)
    - Insistencia en su integridad (27:1-6)
    - Oferta de instruir a los malvados (27:7-12)
    - El destino de los malvados (27:13-23)

  - Interludio: poema sobre la sabiduría (28:1-28)
- Resumen de Job (29:1-31:40)

La sección del diálogo está compuesta en formato poético, con una sintaxis y una gramática distintivas. Comparando los tres ciclos de debate, el tercero (y último) puede considerarse «incompleto», ya que no hay ningún discurso de Zofar y el de Bildad es muy breve (solo seis versículos), lo que puede indicar un síntoma de desintegración de los argumentos de los amigos. El discurso final de Job en el tercer ciclo del debate comprende principalmente los capítulos 26 y 27, pero ante el silencio de sus amigos, Job continúa su discurso hasta el capítulo 31. El capítulo 26 se puede dividir en dos partes:
1. La reprimenda de Job a sus amigos: rechazo a los argumentos de Bildad (versículos 1-4)
2. La alabanza de Job al poder majestuoso de Dios (versículos 5-14)[17]

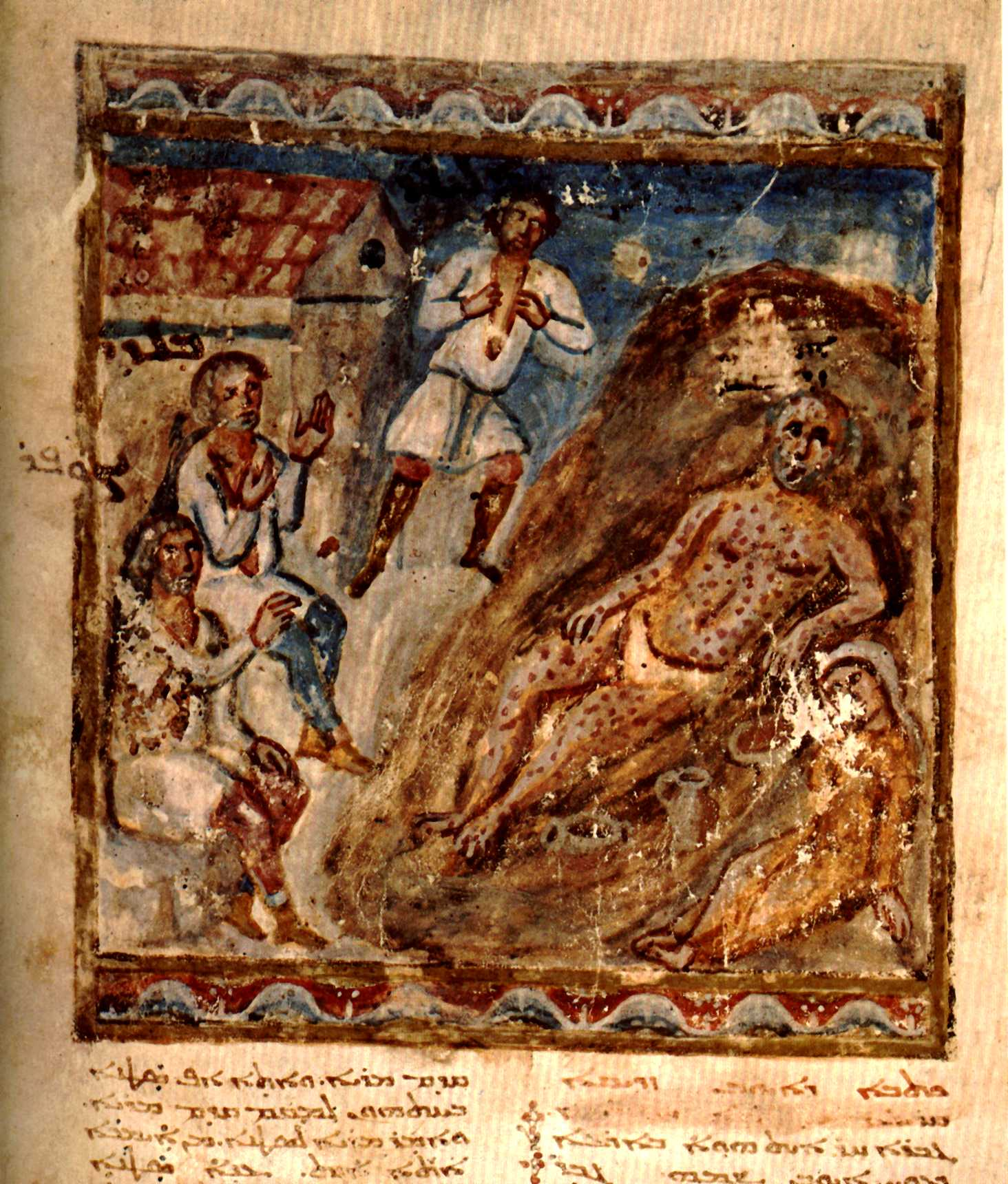
«Job, con su esposa y sus tres amigos». De: Folio 46r de la Biblia siríaca de París (Bibliothèque Nationale, MS syr. 341).

## Job reprende a sus amigos (26:1–4)
Job centra la primera parte de su discurso en rebatir los argumentos de Bildad, pidiéndole que le muestre cómo ha ayudado Bildad a alguien que no tiene poder ni fuerza (versículo 2), o cómo ha aconsejado a alguien que no tiene sabiduría, o cómo ha hecho que alguien experimente un éxito abundante; todo ello sin obtener respuesta alguna de Bildad. Job aclara previamente que la sabiduría, el poder y la fuerza pertenecen a Dios (Job 12:13-16), pero nada de esto aparece en los discursos de Bildad. La alusión del versículo 4 se refiere a las palabras de Elifaz en Job 4:15, que fueron repetidas por Bildad en su último discurso (Job 25:4), lo que implica que ninguna de estas afirmaciones proviene de Dios ni de fuentes fiables. En este punto, Job deja de dirigirse a sus amigos y centra su atención en el carácter de Dios.

### Versículo 4
[Job dijo:] «¿A quién habéis hablado?».
«¿Y de quién vino tu espíritu?»
- «¿A quién?»: traducido de la preposición hebrea y el interrogativo אֶת־מִי, «ʾet mi», que puede traducirse como «¿con quién [con cuya ayuda]?», o si se toma como una partícula acusativa que introduce el objeto indirecto, puede traducirse como «¿para quién has pronunciado...?»[20]
- «Vino de ti»: en hebreo, literalmente «ha salido de ti».[21]

## Job alaba el poder majestuoso de Dios (26:5–14)
Esta sección contiene la alabanza de Job a Dios, enfatizando su creencia en la gran visión de Dios que controla su mundo, aunque no puede entender cómo su sufrimiento puede ser parte del buen plan de Dios. La autoridad de Dios abarca incluso a los muertos, que no pueden esconderse de Dios (explicado mediante tres términos diferentes para referirse a los muertos: «sombras/fantasmas» (versículo 5a; cf. Proverbios 2:18; 9:18; Salmo 88:10), «Seol» (versículo 6a, «lugar de los muertos») y «Abadón» (versículo 6b, «lugar de destrucción»). Dios también controla las fuerzas mitológicas del caos, como «Rahab» (versículo 12b; cf. Job 9:13) y la serpiente que huye (versículo 13b), en anticipación del segundo discurso de YHWH (capítulos 40-41). Job sabe que su conocimiento de Dios es muy escaso (solo «los confines» o como un «susurro» (versículo 14).

### Versículo 14
[Job dijo:] «He aquí, estos son solo los confines de sus caminos,
«¡y qué pequeño susurro oímos de él!».
«¿Quién puede comprender el estruendo de su poder?»
- «Los confines de sus caminos»: en hebreo, literalmente «los extremos de sus caminos», en referencia a «los márgenes».[24]
- «¡Qué pequeño es el susurro!»: en hebreo, literalmente «qué pequeña es la palabra», donde «pequeña» significa aquí «fracción» o «eco».[25]

## Comentarios

### De la Iglesia católica

#### A los versículos 1-4
Job inicia su respuesta con una ironía hacia las palabras de Bildad. Aunque presentadas como alabanza a Dios, en su boca suenan como un discurso repetitivo y vacío, utilizado para desacreditar a Job. La exaltación de las cualidades divinas pierde valor cuando se formula con intenciones sesgadas, pues Dios no necesita defensa humana. Tal vez Bildad haya querido sostener la causa de Dios frente a Job, pero lo ha hecho a costa de humillar a su amigo.

Un signo de amor es ayudar al débil, y querer ayudar al poderoso lo es de soberbia (…). Muchas veces ayudamos a Dios, aunque no es débil, si lo hacemos humildemente; porque cuando nosotros colaboramos con palabras de exhortación con Aquel que nos infunde intrínsecamente la gracia, entonces ayudamos por fuera lo que Él hace por dentro con su Espíritu (…). Pero los que se complacen en saber cosas muy altas no pueden ser ayudadores de Dios, porque piensan que sirven de provecho a Dios, pero se quedan lejos del fruto de la utilidad.

#### A los versículos 5-14
El núcleo del discurso de Job es un canto al poder de Dios, en respuesta a la alabanza de Bildad. Como hasta este punto Job no había pronunciado una alabanza semejante, algunos intérpretes han atribuido este pasaje a Bildad —como continuación de 25,1-6— o a Sofar, que no interviene en esta última ronda de diálogos. Sin embargo, no resulta extraño que Job también pueda componer un himno al Creador. En él celebra la grandeza divina visible en la creación, pero concluye que hay en Dios aspectos que el ser humano no puede comprender. El v. 5 presenta dificultades textuales en hebreo, y en la versión griega falta la sección 5-11. El término hebreo refaím, traducido aquí como «fantasmas», alude al misterio de la vida en el océano, igualmente sujeto al dominio divino, y puede entenderse también como «sombras», «ánimas» o «difuntos», referencia habitual a los moradores del sheol. El pasaje incluye términos tomados de la mitología, usados aquí en sentido sapiencial para evocar realidades y lugares desconocidos por el hombre: los refaím, descritos como gigantes legendarios; el sheol y el abaddón, morada de los muertos (v. 6); Rahab (v. 12), símbolo de la fuerza indomable del mar (cf. 9,13); y la Serpiente Huidiza (v. 13), un monstruo marino relacionado con Leviatán (cf. Is 27,1). Todo sugiere que el autor quiso poner en labios de Job un discurso de notable riqueza cultural y literaria.

#### Al versículo 8
La literatura sapiencial abunda en imágenes y metáforas, y a menudo, como aquí, se recrea en descripciones de gran fuerza poética. Incluso santo Tomás, más proclive a la reflexión especulativa que al lenguaje poético, se deja cautivar por la belleza con que se describe la lluvia.

Éste es el primer efecto del poder divino en el aire, y resulta maravilloso: que el agua esté suspendida en el aire, elevada como vapor, y que no caiga toda de golpe sino en gotas

#### Al versículo 14
Al concluir el himno a Dios, Job admite que nuestro conocimiento de Él es mínimo, apenas un susurro. El texto bíblico deja así una invitación a seguir buscando, pues siempre es posible avanzar en su conocimiento. Muchos autores espirituales han expresado con asombro esa experiencia: conocer a Dios sin que nunca se colme plenamente el deseo de conocerle.

Tú, Trinidad Eterna, eres como un mar profundo, en el que cuanto más busco más encuentro, y cuanto más encuentro más te busco. Tú sacias el alma de una manera en cierto modo insaciable, ya que siempre queda con hambre y apetito, deseando con avidez que tu luz nos haga ver la luz que eres tú misma